# Balázs Baji
Balázs Baji (Békéscsaba, 9. lipnja 1989.) mađarski je atletičar specijaliziran za preponaške utrke na kratke staze.

## Životopis
Rođen je u Békéscsabi, mađarskom gradu blizu rumunjske granice. Atletikom se počeo baviti u gradskom klubu Békéscsabai AC.
Prvi veliki rezultat u juniorskoj konkurenciji ostvaruje plasmanom u završnicu utrke na 110 metara s preponama na Svjetskom juniorskom prvenstvu 2008. u poljskom Bydgoszczu. Već sljedeće godine ostvaruje nastup na Europskom dvoranskom prvenstvu 2009. u talijanskom Torinu, gdje je bio 20. na 60 metara s preponama.
Prvi nastup na otvorenom u seniorskoj konkurenciji ostvario je na Europskom prvenstvu 2010. u Barceloni. U utrci na 110 metara s preponama nije uspio proći u poluzavršnicu. Sljedeće godine u istoj disciplini nastupio na Svjetskom prvenstvu 2011. u južnokorejskom Daeguu.
Godine 2012. trčao je poluzavršnice Svjetskog dvoranskog u Istanbulu i Europskog prvenstva u Helsinkiju. Na Europskom dvoranskom prvenstvu 2013. u švedskom Göteborgu osvojio je 4. mjesto u završnici 60 metara s preponama istrčavši narodni rekord. Bronca mu je izmakla za tri stotinke.